# 축산

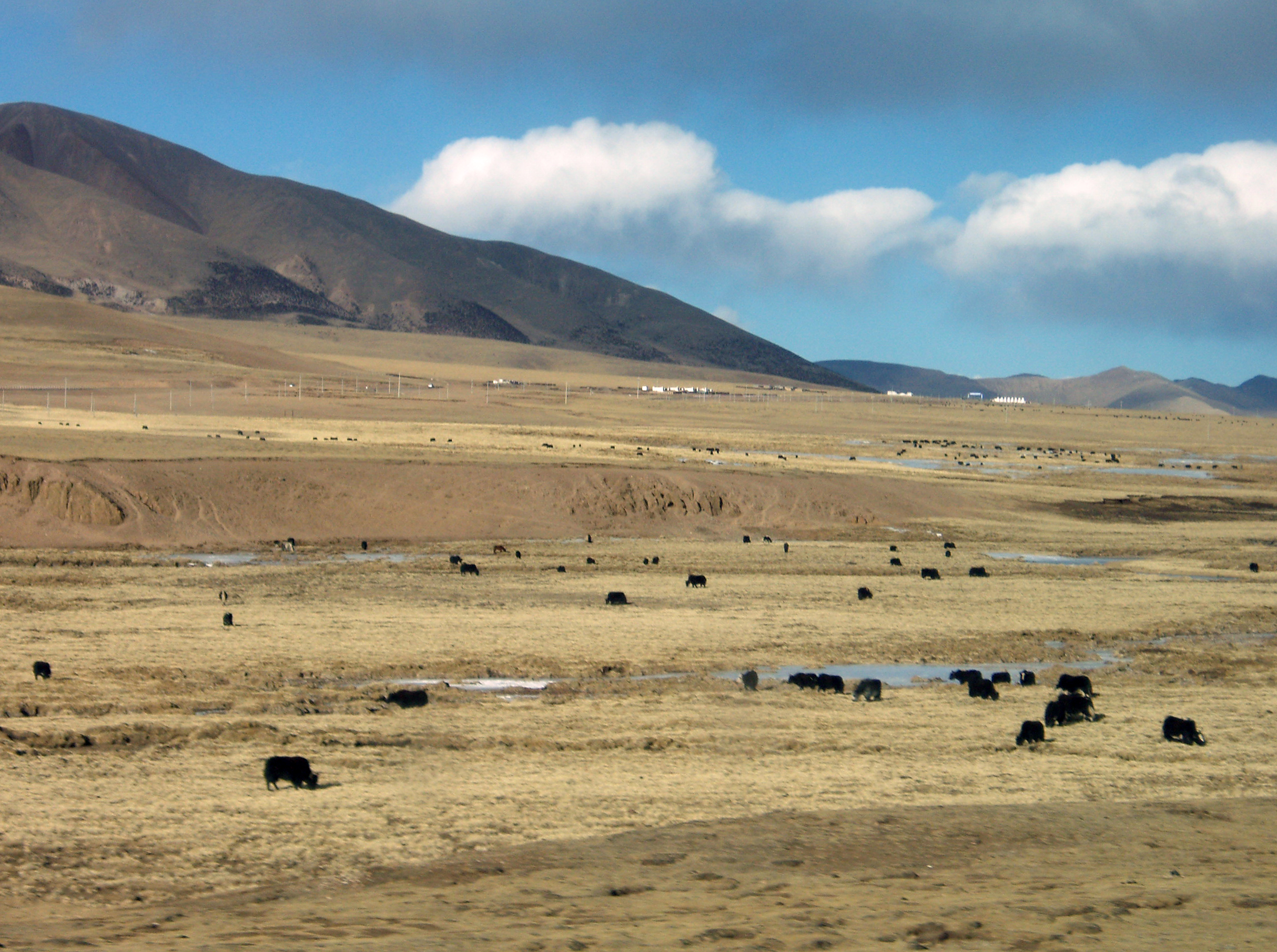
티베트에 있는 야크 무리

축산(畜産, 영어: animal husbandry)은 가축을 번식하고 길러 생활에 유용한 물질을 생산하는 농업의 한 부분이다. 축산은 목적에 따라 다양한 분야로 나뉘며 한국의 대학에서는 동물생명화학, 양봉학, 유가공학, 돈학, 우학 등을 포함하는 여러가지의 세분화된 학문으로 가르치고 있다.
가축을 키우기 시작하면서 생긴 문제점도 있다. 우선 동물과 인간의 전염병이 서로에게 옮겨가면서 인류는 이 때부터 인수공통전염병에 크게 시달리게 되었다. 어떤 인수공통전염병에 익숙해진 집단이 면역이 없는 다른 집단과 접촉하게 되면 면역이 없는 쪽은 전염병에 의해서 큰 피해를 입을 수 있다. 그리고 가축들이 풀을 많이 뜯어 먹어서 토지가 황폐화되거나 곡물사료를 생산하기 위해 많은 지력을 소모함으로서 결과적으로 환경에 악영향이 있고, 지구 온난화의 원인 중 하나로 지목되기도 한다. 가축도 폐사하기도 하며 곤포 사일리지 필름은 수거해 갈 수도 있지만 원형베일러 네트는 수거하지 않아서 소각한다. 여가생활도 가축을 기르면 없다.

## 같이 보기
- 가축화
- 낙농업
- 양봉
- 양식업
- 방목
- 가금축산